# Eugenio Olivari

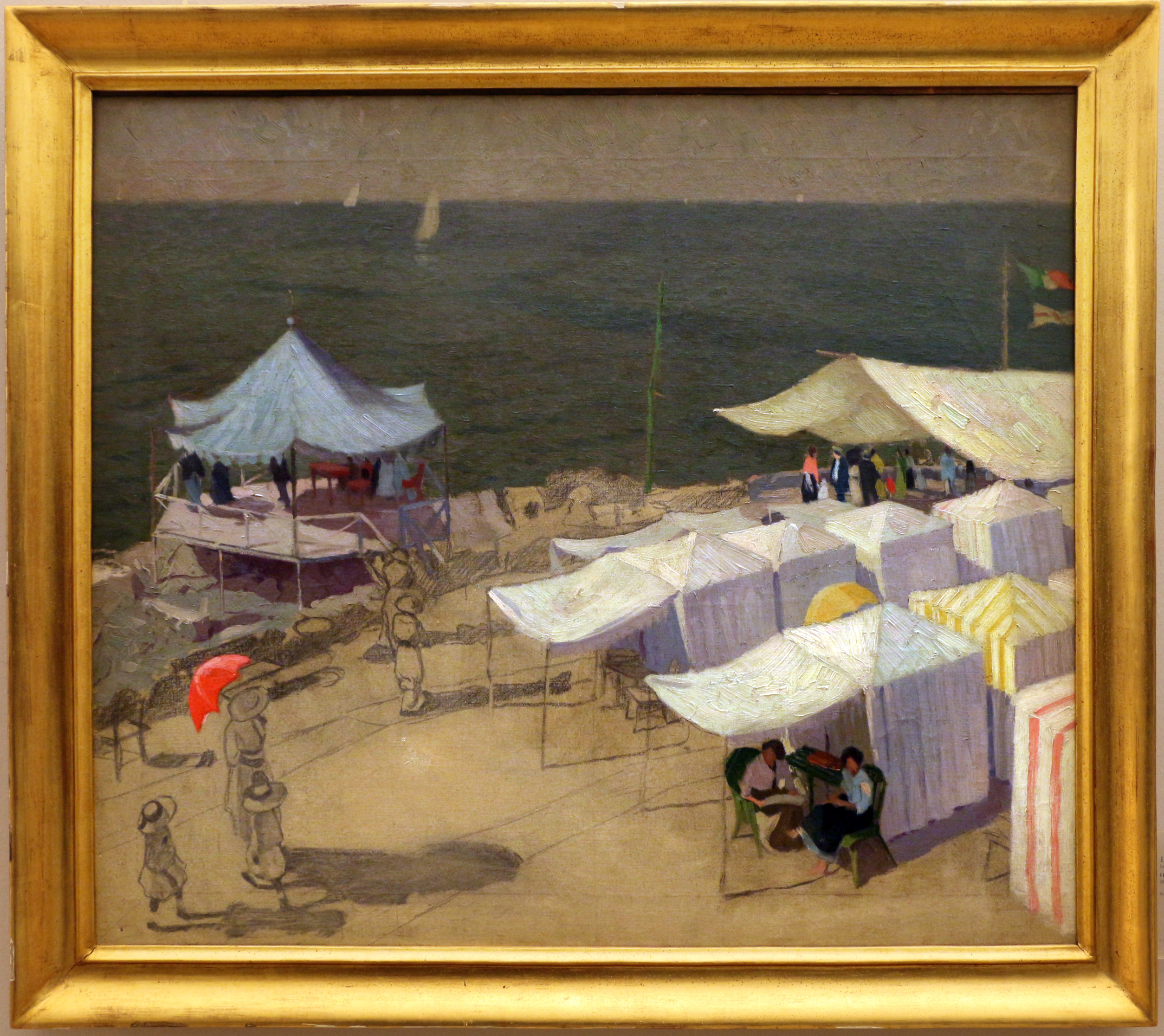
"Bagni al lido di Albaro"

Eugenio Olivari (Genova, 8 luglio 1882 – Genova, 12 febbraio 1917) è stato un pittore italiano, appartenente al gruppo dei pittori di Albaro (Genova).

## Biografia
Si iscrisse all'accademia Ligustica di belle arti di Genova nel 1899 e contemporaneamente apprese i primi rudimenti di pittura da Giovanni Quinzio.
L'incontro con i fratelli Cominetti, accesi fautori del divisionismo, avvicinò Olivari alla nuova tecnica pittorica. 
In seguito fece parte del gruppo di Albaro e strinse amicizia con Nomellini.
Esordì alla Promotrice genovese nel 1903 e vi partecipò poi assiduamente (dal 1906 al 1916)
Intorno al 1905 prese uno studio in via Montaldo dove lavorò per tutta la vita.
Approfondì la sua cultura artistica mostrando interesse per Corot, Fontanesi e Alfred East.
Il suo particolare stato d'animo ed il suo temperamento sentimentale si trasfondono nella creazione delle opere, le quali rivelano sempre una sottile poesia permeata da un misterioso senso di tristezza, spesso dipinte con tonalità basse, escludendo qualsiasi violenza cromatica.
Partecipò alla Biennale di Venezia nel 1907 coi dipinti "il parco" e "paese", nel 1909 e nel 1912.
Nel 1913 partecipò alla prima Secessione romana, all'esposizione di Monaco di Baviera , alla Promotrice torinese.
Il 1914 segnò un momento di forte crisi artistica, di ricerca e di studio. Partecipò alla Promotrice torinese, alla Società per le Belle Arti ed alla Esposizione permanente di Milano.
I dipinti esposti alla Promotrice genovese in questo anno rivelano l'impegno dell'artista nella ricerca della luce e una predilezione per i toni chiari, forse di influenza di Claude Monet, uno stile più libero e spontaneo.
Nel 1915 partecipò a Roma alla mostra della Secessione, fu nominato membro della commissione consultiva dell'ufficio di Belle Arti di Genova.
Nel 1916 partecipò alla Permanente di Milano e alla Biennale di Brea.
Sue opere figurano alla Galleria d'arte moderna di Genova, al palazzo del Quirinale a Roma e alla Galleria d'arte moderna di Torino.